# حسین حجازی (بازیکن فوتبال)
حسین حجازی (عربی: حسين حجازي؛ ۱۴ سپتامبر ۱۸۹۱ – ۸ اکتبر ۱۹۶۱) یک بازیکن فوتبال در پست مهاجم اهل مصر بود.

## باشگاهی
از باشگاه‌هایی که در آن بازی کرده‌است می‌توان به باشگاه فوتبال فولام و باشگاه ورزشی الاهلی مصر، باشگاه ورزشی زمالک اشاره کرد.

## تیم ملی
وی همچنین در تیم ملی فوتبال مصر بازی کرده است.